# Army Stadium KM5
Das Army Stadium KM5 befindet sich in der laotischen Hauptstadt Vientiane. Das Stadion ist die Heimspielstätte des Erstligisten Lao Army FC und hat ein Fassungsvermögen von 1000 Personen. Eigentümer der Sportanlage ist die Royal Lao Army.